# John Selden

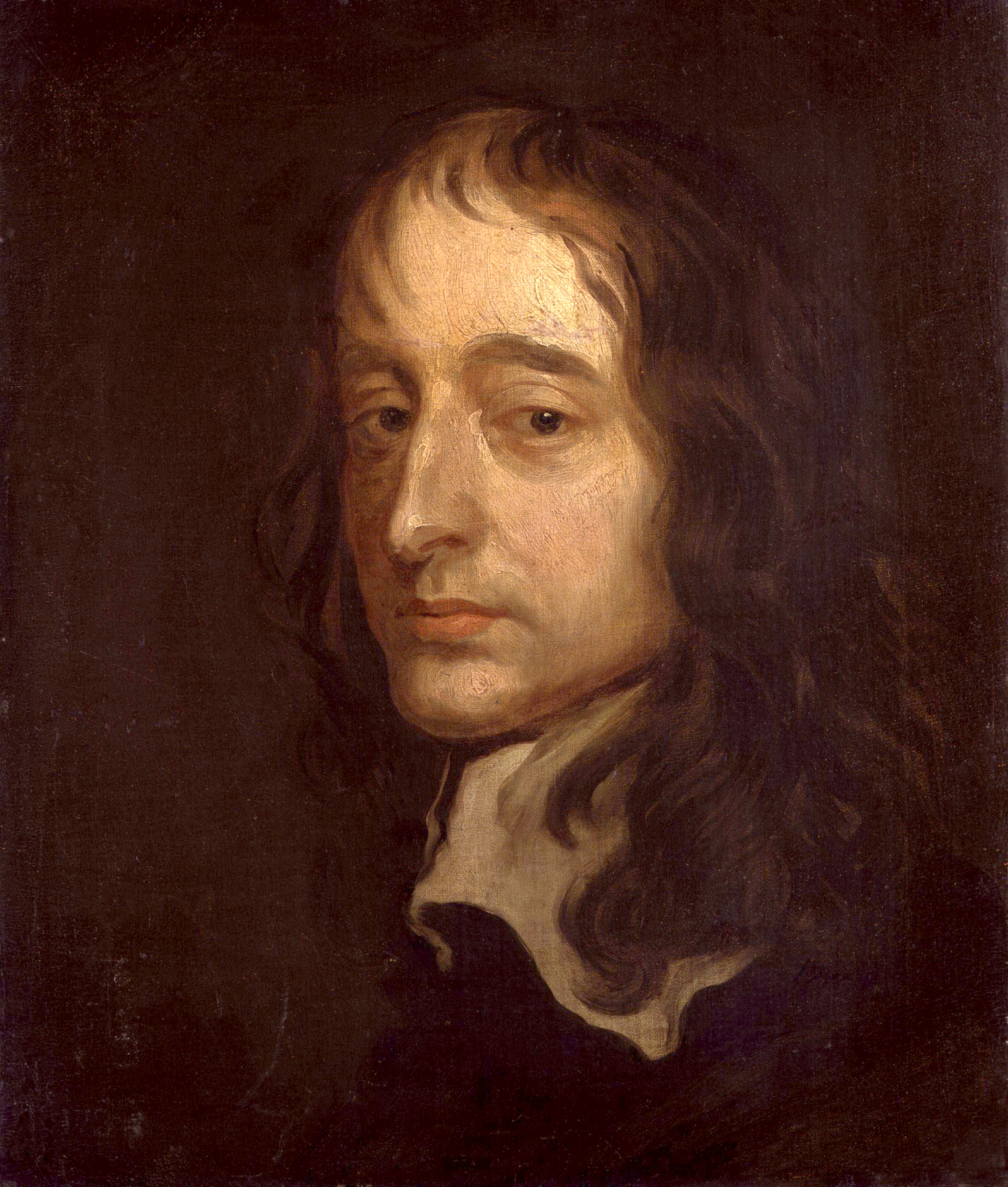
John Selden

John Selden (* 16. Dezember 1584 in Salvington, Sussex; † 30. November 1654 in Whitefriars) war ein englischer Universalgelehrter. Er verfasste rechtswissenschaftliche und philosophische Werke, erforschte die jüdische Rechtsgeschichte und beschäftigte sich mit antiken und orientalischen Artefakten. Von seinen Zeitgenossen, u. a. von John Milton, wurde er als einer der herausragendsten und vielseitigsten Gelehrten erachtet.

## Leben
John Selden war der Sohn eines Landwirts, ging in Chichester zur Schule und studierte ab 1600 in Oxford (Hart Hall). 1603 wechselte er zum Studium der Rechtswissenschaften nach London. 1604 wurde er zum Inner Temple zugelassen und 1612 als Anwalt (called to the bar). Er arbeitete hauptsächlich als Notar und in beratender Anwaltstätigkeit und trat selten vor Gericht auf. Er wurde in London früh durch den Politiker und Büchersammler Robert Bruce Cotton, Gründer der Cotton Library, gefördert, für den er Dokumente aus dem Tower kopierte. 
1618 erschien seine Geschichte des Zehnten (History of the tithe), was ihm politische Schwierigkeiten brachte – er wurde vor den Privy Council zitiert und ihm wurde verboten, sich an Debatten über sein Werk zu beteiligen. Das führte zu Seldens politischem Engagement. Zunächst hielt er sich hier im Hintergrund und war beratend tätig, so in der Formulierung einer Petition des House of Commons vom 18. Dezember 1621, in deren Folge er kurz im Tower inhaftiert war. Ab 1623 gehörte er dem House of Commons und 1626 dem zweiten Parlament Karls I an. Auch seine juristische Karriere setzte sich fort, obwohl sie zwischendurch stockte, da er sich weigerte, Dozent am Lyon´s Inn zu werden. Er spielte eine wichtige Rolle bei der Absetzung des Herzogs von Buckingham. Im Dritten Parlament von Karl I. war er an der Formulierung der Petition of Rights beteiligt. Als er sich mit anderen Parlamentariern 1629 gegen illegale Steuererhebungen des Königs wandte, kam er für acht Monate in den Tower und danach ins Marshalsea-Gefängnis. Danach zog er sich nach Bedfordshire zurück als Statthalter (Steward) des Earl of Kent. 1640 vertrat er die Universität Oxford als Abgeordneter eines Universitätswahlkreises im Parlament (Long Parliament). Dort stand er wieder in Opposition zum König, indem er sich zum Beispiel für den Erhalt der protestantischen Religion und gegen den Ausschluss der Bischöfe aus dem House of Lords einsetzte. Er erhielt die Aufsicht (Keeper of the Records and Rolls) über die Archive des Tower und war in der Parlamentskommission für die Admiralität. 
Seit dem Tod des Earl of Kent 1639 lebte er im selben Haus wie dessen Witwe Elizabeth Talbot (1582–1651) und heiratete diese möglicherweise heimlich. Er liegt in der Temple Church in London begraben.
Ihm zu Ehren ist die Selden Society benannt.

## Werke
John Selden publizierte rechtshistorische und historische Werke und hatte auch (seit seinem De diis Syriis von 1617) Renommee als Orientalist. Er galt als führender Gelehrter für hebräische und arabische Studien in England. Bekannt wurde er auch für Titles of Honor (1614) über historische Fragen der Etikette. Er spielte eine wichtige Rolle in den Diskussionen um Naturrecht und Völkerrecht im 17. Jahrhundert. Bei seinen Studien zum Naturrecht stützte er sich insbesondere auf Bibel und Talmud. Im Gegensatz zu Hugo Grotius (Mare Liberum, 1609), der für die Öffnung der Meere gegen spanische und portugiesische Ansprüche eintrat, vertrat er – beeinflusst von der beginnenden englischen Seeherrschaft – Positionen, die davon wieder abrückten. Sein Buch Mare clausum entstand 1618, erschien aber erst 1635.

## Ausgaben und Übersetzungen
Ausgaben des 17. Jahrhunderts
- England’s Epinomis, 1610
- Jani Anglorum; Facies Altera, 1610
- The Duello, or Single Combat, 1610
- Titles of Honor, 1614
- Analecton Anglobritannicon, 1615
- De diis Syriis, 1617 (über die Mythologie des Orients)
- History of Tithes, 1618
- Eadmers Historia Novorum in Anglia, 1623 (Hrsg.); [neue Ausgabe von. M. Rule,  1884]
- De successionibus in bona defuncti secundum leges Ebraeorum, 1631
- De successione in pontificatum Ebraeorum, 1631
- Mare clausum, 1635
- De jure naturali et gentium juxta disciplinam Ebraeorum, 1640 (über das Naturrecht)
- Privileges of the Baronage of England when they sit in Parliament and Discourse concerning the Rights and Privileges of the Subject, 1642
- Dissertatio de anno civili et calendario reipublicae Judaicae, 1644
- Uxor Ebraica, 1646
- De synedriis et praefecturis juridicis veterum Ebraeorum, 1650, 1653 und 1655 (drei Bände)

Moderne Ausgaben und Übersetzungen
- David Ogg (Hrsg.): Ioannis Seldeni Ad Fletam Dissertatio. Reprinted from the Edition of 1647 with Parallel Translation, Introduction and Notes. Cambridge University Press, Cambridge 1925